# Microhydromys
Microhydromys är ett släkte av gnagare som ingår i familjen råttdjur.
Följande arter tillhör släktet:
- Microhydromys richardsoni, lever i Nya Guineas bergstrakter.
- Microhydromys argenteus, hittades på södra Nya Guinea, beskrevs 2010 som art.[3]

Tidvis listades arten Pseudohydromys musseri (Flannery, 1989) till släktet men en revision från 2009 flyttade den tillbaka till släktet Pseudohydromys.
Dessa gnagare blir 80 till 108 mm långa (huvud och bål), har en 79 till 101 mm lång svans och väger cirka 9 till 12 g. Pälsen är grå- eller brunaktig på ovansidan och något ljusare vid buken. Hos Microhydromys richardsoni är svansens spets vit. Kännetecknande är de smala och långa övre framtänderna som har rännor. Medlemmarna skiljer sig även genom avvikande detaljer av skallens konstruktion från närbesläktade råttdjur.
Arterna vistas främst på marken och jagar insekter. De är troligen inte vattenlevande som sina närmaste släktingar. Microhydromys är nära släkt med australiska vattenråttor (Hydromys) och med andra råttdjur från den australiska regionen. De sammanfattas i den så kallade Hydromys-gruppen inom underfamiljen Murinae.
Det vetenskapliga släktnamnet är sammansatt av det gammalgrekiska ordet micros (mycket litet) och släktnamnet för australiska vattenråttor.